# Pax americana
Con la locuzione pax americana si vuole indicare il periodo di pace in Occidente iniziato alla fine della seconda guerra mondiale e che dura ancora oggi. Il termine trae origine dal latino pax romana, con cui gli storici indicano il periodo di pace causato dall'assoluta superiorità militare (e forza dello Stato) dell'Impero romano durante la prima metà dell'età imperiale.

## Storia
L'originario termine Pax Romana venne molte volte usato per definire altre paces imposte da stati preponderanti in fatto di forza sugli altri. Oltre che di pax romana si parla infatti di Pax Hispanica, la pace imposta dal dominio degli eserciti spagnoli durante i primi decenni del Seicento; Pax Mongolica, la pacificazione di quasi tutta l'Asia al tempo dell'Impero mongolo, ma il caso più simile a quello americano è la cosiddetta Pax Britannica, cioè il periodo successivo alle guerre napoleoniche durante il quale l'Impero britannico era divenuto arbitro di tutte le contese mondiali ed in particolare del primo decennio del Novecento durante il quale la flotta britannica (la Royal Navy) era superiore in fatto di forza alla flotta combinata della seconda e della terza grande potenza.
Alla fine della seconda guerra mondiale l'Europa era distrutta, sei anni di combattimenti sul suo suolo ne avevano annientato il potenziale militare ed industriale, il peso relativo degli Stati Uniti, che non avevano subito distruzioni sul loro territorio ma anzi per i quali la guerra era stata un incentivo al progresso scientifico, divenne preponderante: nel 1945 ad esempio gli USA erano responsabili di metà della produzione industriale mondiale, possedevano l'80% delle riserve auree del pianeta, erano la sola potenza nucleare ed essendo anche il più grande mercato mondiale possedevano la forza economica per alimentare quella che era la più grande flotta ed esercito del mondo. Il varo del piano Marshall ebbe molteplici effetti: se da un lato aiutò l'Europa a risollevarsi dalla crisi economica in cui era caduta dall'altro lato portò grandi vantaggi agli USA creando un grande mercato capitalista che avrebbe rafforzato l'economia statunitense. Il piano ebbe anche l'effetto di sbarrare il passo all'espansionismo sovietico verso ovest, creando dei fedeli alleati per gli USA.

## Caratteristiche
Fra le paces del passato e la pax americana esistono varie differenze: se come in passato si ha la supremazia militare sugli altri Paesi, essa non è schiacciante come in passato; per decenni ad esempio l'Unione Sovietica è stata in grado di sfidare gli Stati Uniti sul piano militare, mentre oggi, caduta l'URSS, emergono nuove potenze come Cina ed India. Altre differenze riguardano l'ingerenza politica statunitense che (almeno in Occidente) non è sboccata in regimi colonialisti o semi-colonialisti. Il predominio economico americano è particolare in quanto esiste una co-dipendenza fra USA e resto dell'Occidente, i mercati e gli investimenti in entrambe le direzioni sono oggi irrinunciabili.

## Il dibattito storiografico e le critiche
Le critiche alla pax americana sono molteplici. Gli Stati Uniti d'America, spinti dalla vastità dei loro interessi soprattutto economici, vengono accusati di esercitare un controllo imperialistico sul pianeta: controllo economico sull'Occidente e controllo politico su molti paesi tramite azioni militari o d’intelligence (come, per esempio, i colpi di stato organizzati dalla CIA nell’America Meridionale). Anche le recenti guerre in Iraq e in Afghanistan sarebbero giustificate propagandisticamente con la teoria del pazzo, cioè con lo sforzo di disorientare e imbarazzare gli oppositori dando l'impressione ch'essi reagiscano in modo esagerato o squilibrato, da pazzi appunto.